# Twixt (film)
Twixt és una pel·lícula de terror nord-americana de 2011 escrita, dirigida i produïda per Francis Ford Coppola. És protagonitzada per Val Kilmer, Bruce Dern, Elle Fanning, Ben Chaplin, Alden Ehrenreich, David Paymer, Joanne Whalley i Tom Waits. El film segueix un novel·lista en dificultats (Kilmer) que es troba amb un assassinat misteriós en un poble petit, en el procés d'entrar en un món alternatiu i de somni. El títol de la pel·lícula fa referència als dos mons explorats a la pel·lícula, el món dels somnis i el de la vigília.
La pel·lícula es va estrenar el 4 de setembre de 2011 al Festival Internacional de Cinema de Toronto i es va projectar a diversos festivals de cinema d'Amèrica del Nord, amb una estrena limitada a les sales d'un grapat de mercats internacionals. No va tenir una bona acollida per la crítica, tot i que diverses crítiques van ser positives, i Cahiers du cinéma la va situar com la tercera millor pel·lícula del 2012.
Twixt va ser llançat en Blu-ray i DVD per Fox Home Entertainment el 23 de juliol de 2013. Un tall del director reeditat, B'Twixt Now and Sunrise, es va estrenar a les sales el 30 de setembre de 2022 i en Blu-ray i digital el 28 de febrer de 2023.

## Trama
Hall Baltimore és un escriptor en hores baixes, especialitzat en novel·les basades en la caça de bruixes. En una signatura de llibres en un poble petit, se li acosta el xerif Bobby LaGrange, un fan excèntric amb dues peticions: que Hall llegeixi el seu darrer treball i que també l'acompanyi a la morgue per veure el cos d'una víctima d'assassinat recent, perquè Bobby creu que seria una gran història. Hall accepta de mala gana, i a la morgue s'assabenta que la persona va ser assassinada per un assassí en sèrie. Malgrat la insistència de Bobby, Hall opta per no mirar la cara de la víctima. A la cafeteria s'assabenta que un hotel local va acollir Edgar Allan Poe. Això, juntament amb els assassinats i altres característiques estranyes de la ciutat, fa que Hall anunciï a la seva dona, Denise, que vol escriure una peça basada en la ciutat.
Després d'adormir-se, Hall es mostra deambulant per una versió onírica de la ciutat, on coneix a V, una noia jove anomenada Virgínia, que rep el sobrenom de "Vampira" a causa de les seves estranyes dents i ferros dentals. V diu a Hall que és una fan del seu treball, però que no va poder assistir a la signatura perquè la torre del rellotge de la ciutat sempre donava set hores diferents en conflicte. Hall intenta convèncer V perquè vagi amb a ell a l'hotel per prendre un refresc, però ella es nega a entrar-hi. Malgrat això, Hall entra a l'hotel i descobreix que està dirigit per una parella estranya i excèntrica que parla de l'horari d'estiu i de la història d'assassinats a la ciutat. V apareix a la finestra, però la propietària de l'hotel l'allunya. V la mossega, la qual cosa fa que Hall hi corri darrera i troba V amenaçant un sacerdot dient que "sabia què va fer". Hall continua seguint V i es troba amb Edgar Allan Poe, que el guia de tornada a la ciutat.
L'endemà al matí, Hall es desperta i, inspirat, decideix que li agradaria col·laborar amb Bobby en la història que li ha proposat, que se centraria en els vampirs. Bobby convida Hall a casa seva, que conté un model en miniatura d'una màquina que introduiria una estaca al cor d'un vampir. Bobby li diu a Hall que creu que la màquina seria bona per a la història, que vol anomenar The Vampire Executions. Malgrat l'aportació de Bobby, Hall es troba davant d'un bloqueig de l'escriptor i accepta diverses pastilles per dormir de Bobby amb l'esperança de trobar més inspiració en els seus somnis.
Hall aconsegueix entrar un cop més a la versió de somni de la ciutat, on torna a trobar-se amb Poe. Una sèrie de visions impliquen que V va ser assetjada pel sacerdot de la ciutat, que acull orfes per por que s'uneixin a Flamingo, el líder de la gent de l'altra banda del llac, que es creu que són vampirs. Al món despert, el món de Hall comença a desfer-se a mesura que diversos fets estranys comencen a reflectir les experiències que va tenir al món dels somnis, com ara Bobby que parla de com creu que els adolescents que es reuneixen al llac de la ciutat són "malvats" i "demanant-ho". . Això fa que Hall miri estranyament en Bobby, que deixa inconscient a Hall.
Al món dels somnis, Hall s'assabenta que el sacerdot havia drogat i assassinat tots els nens per tal d'evitar que s'uníssin amb Flamingo al llac. V va aconseguir sobreviure breument, però va ser perseguida i assassinada pel sacerdot. Avergonyit dels seus actes, el capellà es penja. Hall s'adona que el seu bloqueig és el resultat d'una forma de culpa per la mort de la seva filla en un accident de navegació, ja que estava massa borratxo per acompanyar-la aquell matí. Treballant amb les seves emocions, Hall escriu una història on V sobreviu als assalts del sacerdot i és rescatada per Flamingo. Hall es desperta a la seva habitació i descobreix que Bobby ha marxat. Va a l'oficina del xèrif, només per trobar que el seu ajudant ha estat assassinat i que Bobby s'ha penjat, deixant una nota que diu "Culpable". Enfadat, Hall baixa a la morgue per mirar la cara de la víctima de l'assassinat, i descobreix que és el cos de V i que havia estat empalada amb una estaca. Hall treu l'estaca del seu pit, moment en què V es desperta i l'ataca amb un nou joc de ullals allargats.
Llavors, la pantalla passa a l'editor de Hall, Sam Malkin, deixant un manuscrit sobre la taula i dient a Baltimore que li encanta la història (la qual cosa implica que tot, des de la primera seqüència de somnis fins a aquest punt ha estat el manuscrit en si) i veu una sèrie completament nova per endavant per Baltimore que el farà més popular que mai. El text posterior a la pel·lícula revela que la sèrie va ser moderadament popular, que l'assassinat de LaGrange no es va resoldre mai i que no es va sentir mai més parlar de Flamingo.

## Producció

### Desenvolupament
En una entrevista a The New York Times, Coppola va parlar dels orígens de la pel·lícula, que va dir que "va néixer del somni que vaig tenir l'any passat, més aviat un malson" i "semblava tenir les imatges d'Hawthorne o Poe". I deia:
Però a mesura que l'anava fent m'adonava que potser era un regal, ja que podria fer-ho com una història, potser una pel·lícula de por, vaig pensar fins i tot mentre somiava. Però aleshores un fort soroll a l'exterior em va despertar i vaig voler tornar al somni i tenir un final. Però no em vaig poder tornar a adormir, així que vaig gravar el que recordava allà mateix i després al meu telèfon. Em vaig adonar que era un ambient romàntic gòtic, així que, de fet, podria fer-ho prop de casa en comptes d'haver d'anar a un país llunyà.

### Rodatge i postproducció
Twixt es va filmar a la finca de Coppola al comtat de Napa, així com a llocs del comtat de Lake, Califòrnia, incloent la ciutat de Clearlake, el centre de Kelseyville i Niça.
El músic Dan Deacon va escriure la banda sonora de la pel·lícula.  El nom de la pel·lícula es va canviar de Twixt Now and Sunrise a Twixt, i les escenes d'aquesta es van mostrar a la San Diego Comic-Con de 2011.
La pel·lícula marca la reunió a la pantalla d'antics cònjuges, Val Kilmer i Joanne Whalley.

## Distribució
Twixt es va projectar únicament a festivals de cinema d'Amèrica del Nord, ja que va ser una pel·lícula destacada al mercat de cinema americà de novembre de 2011. En algunes d'aquestes projeccions de festivals de cinema, Coppola tornaria a editar la pel·lícula en directe, canviant certes escenes en funció de la reacció del públic. La pel·lícula va rebre una estrena general en un grapat de mercats internacionals.
Una versió reeditada i restaurada titulada B'Twixt Now and Sunrise es va estrenar als cinemes el 30 de setembre de 2022, i en Blu-ray i digital el 28 de febrer de 2023.

## Recepció
La recepció de la crítica per Twixt va ser predominantment negativa, tal com s'evidencia a Rotten Tomatoes, que va recollir 20 ressenyes i en va trobar només un 30% de positives, amb una valoració mitjana de 4,6/10. Metacritic,  que fa servir una mitjana ponderada, li va donar un 40/100. Alguns crítics han criticat la pel·lícula per ser "poca cosa" i "[gairebé] immirable". The Hollywood Reporter va repassar les seqüències dels somnis de Coppola a Twixt, comentant que el "jove Coppola" podria haver fet més amb les escenes mentre que "l'actual [Coppola] només produeix imatges tèbies i cansades que no obtindrien notes altes a cap escola de cinema.”
En canvi, Le Monde, Variety i Les Cahiers du cinéma van donar crítiques positives a la pel·lícula, i Variety va elogiar Twixt com una "bagatel·la  descarada, intermitentment magnífica". La revista francesa Cahiers du cinéma la va situar com la tercera millor pel·lícula del 2012.